# Marco de Goeij
Marco de Goeij, född 1967 i Gouda, är en nederländsk kompositör, känd för att ha rekonstruerat det förlorade partituret till Jon Lords Concerto for Group and Orchestra 1999.    
De Goeij studerade klassisk gitarr vid Utrecht School of the Arts och tog examen 1992. Han fortsatte att studera i Paris där han tog lektioner i modern klassisk musik.
I mitten av 1990-talet, när De Goeij skrev en artikel om Jon Lords konsert, inspelad 1969 av Deep Purple med Royal Philharmonic Orchestra, fick han veta att notskriften hade saknats sedan den senast framfördes 1970. Han rekonstruerade partituret genom att lyssna på skivan och titta på TV-inspelningen. Vid en Deep Purple-spelning i Nederländerna 1998 presenterade de Goeij sitt verk för Jon Lord. Kompositören blev förtjust och de Goeij kunde fortsätta sitt arbete. 1999 uppfördes den rekonstruerade konserten i Royal Albert Hall i London av Deep Purple tillsammans med London Symphony Orchestra. Uppförandet spelades in både för ljud och video. Sedan dess har konserten spelats som en del av en världsturné 2000–2001, och vid flera tillfällen efter det.
Numera bor Marco de Goeij i Bodegraven. Han är verksam som kompositör och har skrivit verk för klockspel, gitarr, cello, piporgel och blåsinstrument.      